# Valentina Cali
Valentina Cali (* 22. April 1997 in Cagliari) ist eine italienische Beachvolleyballspielerin.

## Karriere
Seit 2022 bilden Cali und Margherita Tega ein Beachvolleyballteam. Beim Future-Turnier in Cervia belegten die beiden Italienerinnen den neunten Platz, bei den Beachvolleyball-Weltmeisterschaften in der Hauptstadt ihres Heimatlandes wurden sie in Pool E gelost. Nach den 0:2 Niederlagen gegen die späteren Vizeweltmeisterinnen Bukovec/Brandie und die US-Amerikanerinnen Flint/Cheng ging es im entscheidenden Spiel um das Weiterkommen gegen die Schweizerinnen Böbner/Z. Vergé-Dépré. Nach der Dreisatzniederlage belegten die italienischen Sportlerinnen den vierten Platz in ihrer Gruppe und erhielten dafür je 1700 US$ Preisgeld.